# Brunellia almaguerensis
Espèce
Classification phylogénétique
Statut de conservation UICN

 EN  : En danger
Brunellia almaguerensis est une espèce de plante du genre Brunellia de la famille des Brunelliaceae.